# Colibrí negre
El colibrí negre (Florisuga fusca) és una espècie d'ocell pertanyent a la família Trochilidae.

## Hàbitat
Aquesta espècie es troba a l'Argentina, Brasil, el Paraguai i l'Uruguai.
És natural d'hàbitats subtropicals o tropicals, sobretot en planes de selves subtropicals o tropicals.